# Thorigny-sur-Oreuse
Pour les articles homonymes, voir Thorigny et Oreuse (homonymie).
Thorigny-sur-Oreuse est une commune française située dans le département de l'Yonne en région Bourgogne-Franche-Comté.
La commune résulte de l'association de trois anciennes communes :
- Thorigny, le bourg principal qui a donné son nom à l'ensemble,
- Fleurigny, et son hameau Vallières,
- Saint-Martin-sur-Oreuse, et ses hameaux Barrault, La Borde et Launay.

## Géographie

### Géologie et relief
La superficie de la commune est de 4 923 hectares ; son altitude varie entre 83 et 206 mètres.
Thorigny a perdu son hameau de La Postolle en 1789 mais continue à partager avec lui les anciens usages concédés par les seigneurs de Thorigny.

### Hydrographie
La commune est à la source de la rivière Oreuse (17,1 km) un affluent de l'Yonne donc de la Seine.
La source de l'Oreuse est constituée par deux éléments : "les fontaines", sous le portail de l'église de Thorigny, et la fontaine Bouchard, à l'intérieur du bourg de Thorigny, qui alimente le rû de Pignevolle qui rejoint l'Oreuse au sein du parc du château.
Sur le territoire des trois communes fusionnées, il a existé de nombreux étangs : celui du château de Thorigny (comblé au XVIIe siècle pour mettre en place le parc du château) ; celui du château de Fleurigny ; celui de la commanderie de Launay.
Le réseau d'eau (et les biefs associés) a permis le fonctionnement d'un nombre exceptionnellement élevé de moulins à eau sur les trois communes.
Actuellement, les prélèvements d'eau massifs effectués au profit exclusif de Paris dénaturent le profil hydrologique de la vallée en voie d'assèchement.

### Climat
Pour des articles plus généraux, voir Climat de la Bourgogne-Franche-Comté et Climat de l'Yonne.
En 2010, le climat de la commune est de type climat océanique dégradé des plaines du Centre et du Nord, selon une étude du Centre national de la recherche scientifique s'appuyant sur une série de données couvrant la période 1971-2000. En 2020, Météo-France publie une typologie des climats de la France métropolitaine dans laquelle la commune est exposée à un climat océanique altéré et est dans la région climatique  Nord-est du bassin Parisien, caractérisée par un ensoleillement médiocre, une pluviométrie moyenne régulièrement répartie au cours de l’année et un hiver froid (3 °C). 
Pour la période 1971-2000, la température annuelle moyenne est de 10,8 °C, avec une amplitude thermique annuelle de 15,5 °C. Le cumul annuel moyen de précipitations est de 737 mm, avec 11,8 jours de précipitations en janvier et 7,6 jours en juillet. Pour la période 1991-2020, la température moyenne annuelle observée sur la station météorologique de Météo-France la plus proche, « Sens », sur la commune de Sens à 14 km à vol d'oiseau, est de 11,9 °C et le cumul annuel moyen de précipitations est de 644,7 mm. 
La température maximale relevée sur cette station est de 42,4 °C, atteinte le 25 juillet 2019 ; la température minimale est de −22,6 °C, atteinte le 14 février 1956,,. 
Les paramètres climatiques de la commune ont été estimés pour le milieu du siècle (2041-2070) selon différents scénarios d'émission de gaz à effet de serre à partir des nouvelles projections climatiques de référence DRIAS-2020. Ils sont consultables sur un site dédié publié par Météo-France en novembre 2022.

### Voies de communication et transports
À la fin du XIIe siècle, Thorigny tire bénéfice de sa présence sur le chemin médiéval nouveau reliant Pont-sur-Yonne à Villeneuve-l'Archevêque et empruntant la vallée de l'Oreuse. Par contre Fleurigny s'assure une certaine importance en raison de sa situation de carrefour avec un autre chemin médiéval allant de Sens à Nogent-sur-Seine et Trainel. Au XVIe siècle, le fort développement urbain de Thorigny provoque le désaxement de la voie de Nogent par Thorigny et un affaiblissement du rôle de Fleurigny. Au XIXe siècle, le passage de la route nationale d'Orléans à Sedan (n° 51) consacrera le triomphe de Thorigny par rapport à Fleurigny.

Le chemin de Champagne, parfaitement rectiligne, mène dès le XVIIIe siècle du hameau des Bruyères à Mauny, Saint-Maurice et Villeneuve-aux-Riches-Hommes. 

## Urbanisme

### Typologie
Au 1er janvier 2024, Thorigny-sur-Oreuse est catégorisée commune rurale à habitat dispersé, selon la nouvelle grille communale de densité à sept niveaux définie par l'Insee en 2022.
Elle est située hors unité urbaine. Par ailleurs la commune fait partie de l'aire d'attraction de Sens, dont elle est une commune de la couronne,. Cette aire, qui regroupe 65 communes, est catégorisée dans les aires de 50 000 à moins de 200 000 habitants,.

### Occupation des sols
L'occupation des sols de la commune, telle qu'elle ressort de la base de données européenne d’occupation biophysique des sols Corine Land Cover (CLC), est marquée par l'importance des territoires agricoles (66,3 % en 2018), une proportion identique à celle de 1990 (66,3 %). La répartition détaillée en 2018 est la suivante : 
terres arables (59,3 %), forêts (30,8 %), zones agricoles hétérogènes (7 %), zones urbanisées (2,9 %). L'évolution de l’occupation des sols de la commune et de ses infrastructures peut être observée sur les différentes représentations cartographiques du territoire : la carte de Cassini (XVIIIe siècle), la carte d'état-major (1820-1866) et les cartes ou photos aériennes de l'IGN pour la période actuelle (1950 à aujourd'hui).

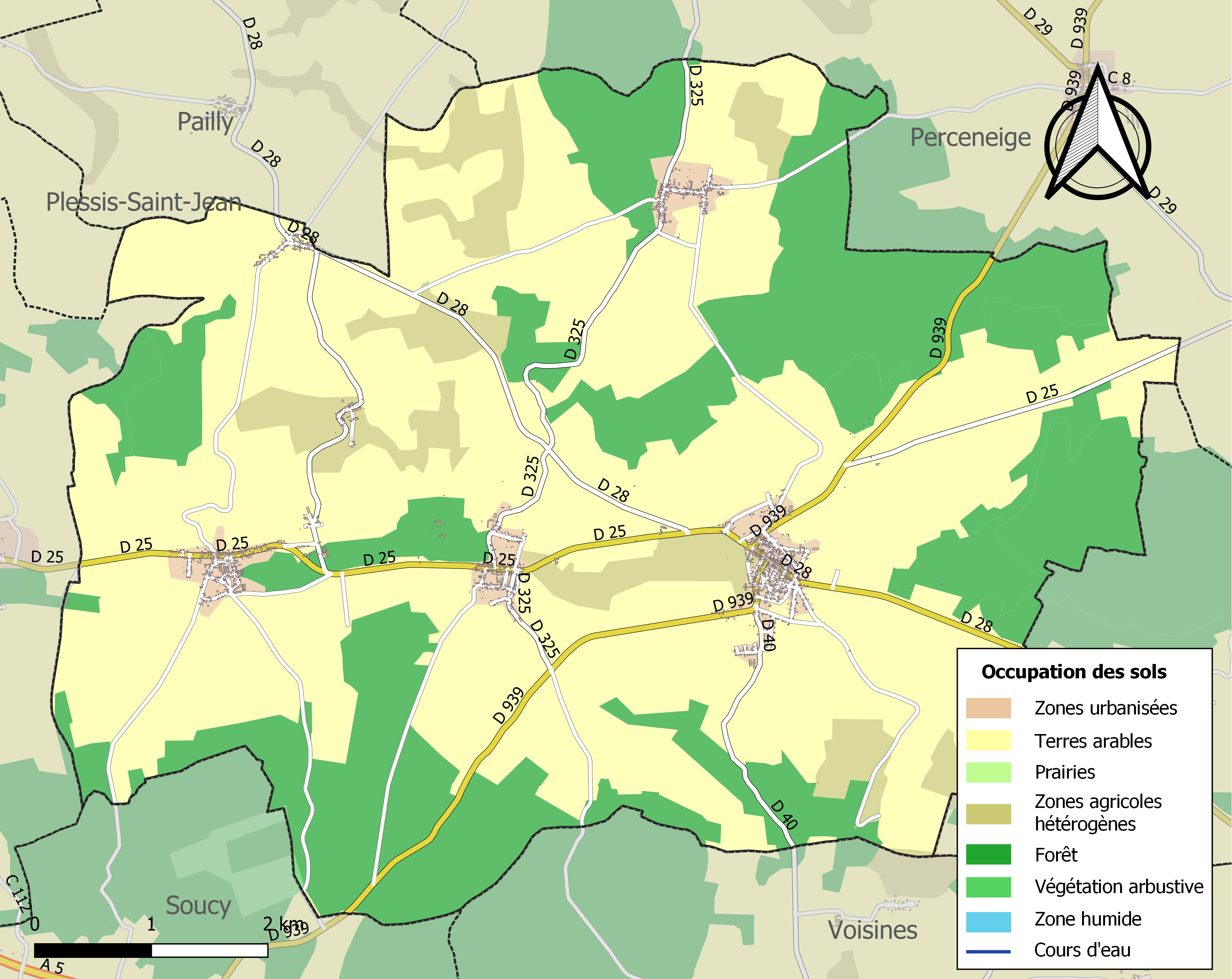
Carte des infrastructures et de l'occupation des sols de la commune en 2018 (CLC).

## Toponymie
La commune est constituée de l'association de plusieurs communes en 1972 en 1972 : Thorigny, Fleurigny et Saint-Martin-sur-Oreuse.
La commune de Saint-Martin-sur-Oreuse porta provisoirement, au cours  de la Révolution française, le nom de Franc-Oreuse.
La commune de La Postolle a profité de la révolution pour se détacher de Thorigny dont son statut d'annexe paroissiale la faisait dépendre jusque-là.

## Histoire
L'histoire de la commune est décrite à travers l'histoire des communes associées Thorigny, Fleurigny et Saint-Martin-sur-Oreuse.

### Histoire de Thorigny

#### Antiquité et Haut Moyen Âge
Le finage connaît une occupation ancienne marquée par des sépultures pré-romaines. Des restes romains figurent en quelques points de l'agglomération.
L'église paroissiale est située au-dessus des sources (principales) de l'Oreuse. La dédicace de cette église est attribuée à saint Pierre et saint Paul, ce qui peut renvoyer au VIIIe siècle l'autel primitif, époque de l'alliance intime entre Rome et Pépin le Bref.

#### Moyen Âge
Au XIIe siècle, Thorigny est strictement sur le tracé de la frontière séparant le domaine royal sénonais et le domaine comtal champenois.
Deux lignages, l'un français (qui prend le nom de son fief) et l'autre champenois (Gastebled) maîtrisent le finage.
Un acte de 1155 d'un membre de la famille de Thorigny est signé in ecclesia nova de Sens. Il est le premier témoignage de l'existence du chantier de la première cathédrale gothique de France.
En 1202, Garnier Gastebled, évêque de Troyes, et futur aumônier de l'armée des Croisés s'emparant de Byzance, donne sa part de Thorigny au chapitre de la Cathédrale Saint-Étienne de Sens, qu'il avait quitté pour monter sur le trône épiscopal. Les autres Gastebled se fixent alors dans leur plessis près de Trainel. Les chanoines possèdent de ce fait les deux tiers des maisons de Thorigny jusqu'en 1720, les seigneurs ne conservant que la partie occidentale de l'habitat, en fait autour de l'église et aux abords de l'étang où se fixe le château.
Au XIIIe siècle, la famille des chevaliers de Thorigny appartient à la vassalité royale. Elle dispose d'un foncier jusqu'à Sens : Montard (Soucy), Noslons, Saint-Clément. Sans doute des alliances matrimoniales lui procurent une extension vers Molinons et Villers-sur-Terre. Un membre devient chanoine de Nevers. À Thorigny, le lignage possède le dominium. Les chevaliers de Villuis héritent de cette ascendance des bois qui forment le fief de Vermont.
Au XIVe siècle, Jean de Villecendrier, membre d'une famille d'écuyers de Provins, possède la seigneurie de Thorigny. Dans la seconde moitié du XIVe siècle, lors de la guerre de Cent Ans, sa descendance vit dans un hôtel de rue de la Parcheminerie à Sens (aujourd'hui rue Thénard). Une descendante, Jeanne de Sergines, vend en 1445 la seigneurie à Guillaume Jouvenel des Ursins (chancelier du royaume) qui devait procéder à un remploi du douaire de son épouse.
En 1492, Jean Jouvenel des Ursins revend la seigneurie de Thorigny au garde des sceaux de sa terre de Trainel : Jean Simon de Belleville, époux de Perrette de Villers, possesseur de bois importants près de Luzarches. Les armoiries appendues à la clé de voûte de l'église de Thorigny mentionnent les armes de la famille de Villiers-de-l'Isle-Adam. Philippe de Villiers-de-l'Isle-Adam débute sa prestigieuse carrière au même moment en tant que commandeur de Launay, à 3 km de là.

#### Renaissance
Après la disparition des frères Jehan et Juvenal de Belleville, la seigneurie entre aux mains de leurs neveux : les de Neufviz. Ces nobles originaires du Sézannais, sont venus dans le Nogentais occuper la seigneurie de Gumery (aujourd'hui dans l'Aube).
En 1537, Thorigny est autorisé à se portifier (trois portes, de Granges, de Champjourne et de Sens). De nombreuses familles du cru se hissent socialement : les Laisné, les Périer. Les Richer les surpasseront toutes. Thorigny est une vraie ville, dotée d'une bourgeoisie active. Elle provoque un écart de la route de Sens à Reims, par Nogent et Sézanne, passant traditionnellement par Fleurigny. Les filles de Neufviz nouent des alliances avec l'aristocratie des environs : les de Fleury, de Villers, de Bérulle (1540, dont procède le cardinal), de La Marche, des Réaulx, de Melun, de Geps. En fait, l'alliance avant 1563 de Jacques de Neufviz, chef de famille, avec Anne Tambonneau est plus politique que bourgeoise. Les Tambonneau, originaires de Nemours et de Montargis, sont des présidents de la Chambre des Comptes liés au chancelier Michel de l'Hospital, et refusent la Ligue. Le parti pris par Jacques de Neufviz, chevalier de l'Ordre du Roi, est aussi ambigu que la politique de Catherine de Médicis. Le frère de sa tante Marie de Crèvecœur est parti se réfugier à Genève ; ses voisins Raguier, seigneurs de Villeneuve-aux-Riches-Hommes et ancêtres de Sully, sont à la tête des combattants protestants de l'arrière-pays champenois.
Le massacre de 1595 suivi de la disparition d'un tiers des paroissiens, et l'incendie de plus de cent maisons en 1617, ne permettent pas le rétablissement de la ville de Thorigny. Les de Neufviz ruinés ne sont plus soutenus par leurs cousins de Bérulle et Tambonneau.

#### Ère Lambert

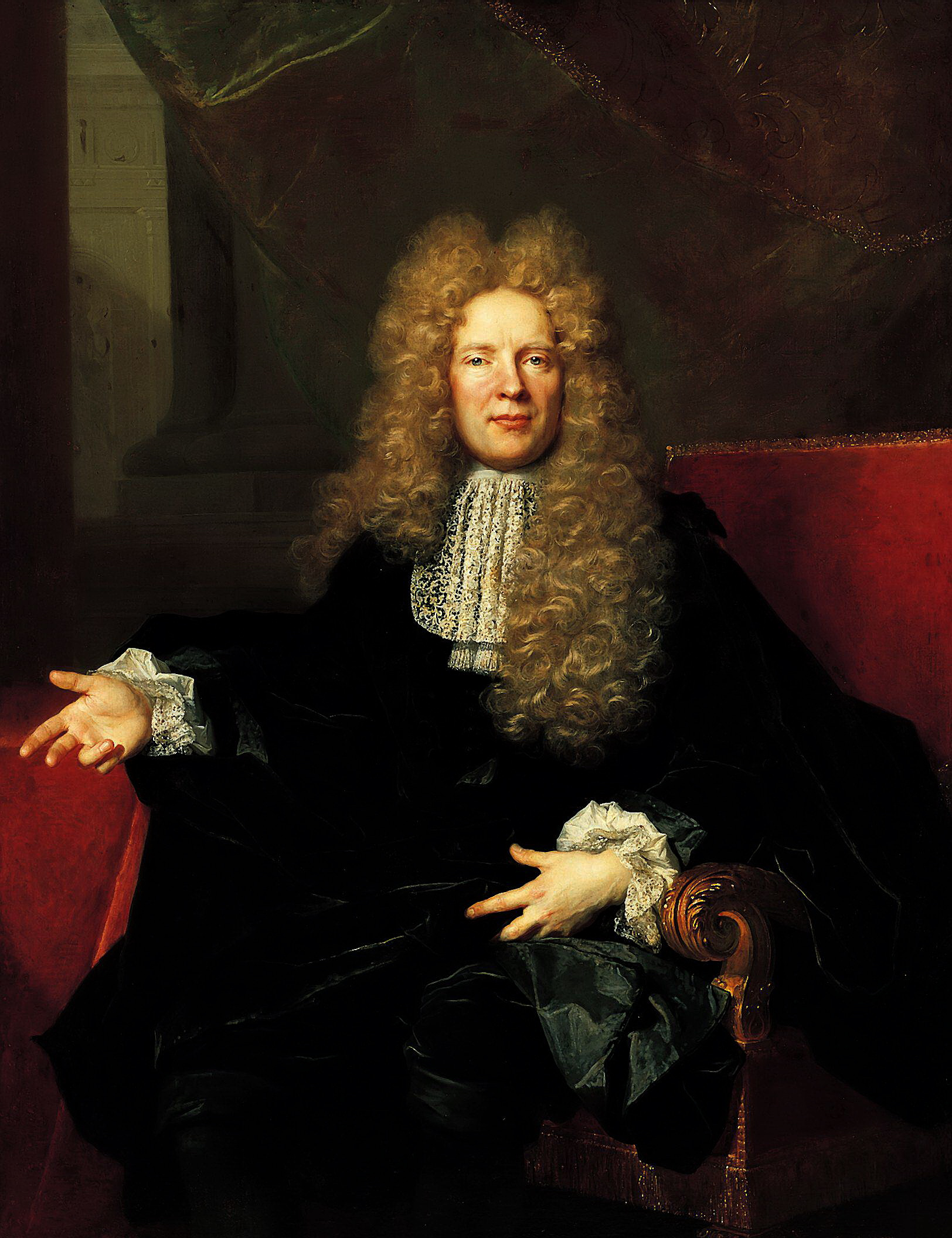
Portrait de Lambert de Vermont par Nicolas de Largillierre.

Après des tentatives de cavalerie financière, la seigneurie tombe en 1642 aux mains d'un très actif haut fonctionnaire parisien : Jean-Baptiste Lambert.
Ce remarquable personnage, commanditaire du très célèbre Hôtel Lambert de l'île Saint-Louis, est au fondement de l'art classique français, mobilisant Louis Le Vau et Charles Le Brun à son service. Jean-Baptiste puis son frère et héritier Nicolas Lambert se hâtent d'éliminer les derniers membres du vieux lignage : achat de la seigneurie des Hazards, du « Pavillon ».
Nicolas Lambert se fait construire par Le Vau un château à Sucy-en-Brie, et entreprend des terrasses à Thorigny. Gendre du chancelier du duc d'Orléans, il est proche parent de l'empoisonneuse marquise de Brinvilliers.
Son fils, Claude-Jean-Baptiste Lambert, gendre du premier valet de chambre de Louis XIV gouverneur de Versailles à la suite de Colbert, a certainement fait travailler Le Nôtre à son parc, comme l'indique une affiche de la fin de la première moitié du XVIIIe siècle. Le fief de Vermont est racheté, une grande ferme est constituée à La Postolle, hameau de la paroisse. Pour autant, Thorigny ne recouvre pas le statut urbain du XVIe siècle.
Alexandre-Jean-Baptiste Lambert, conseiller en Parlement, rase l'ancien château pour bâtir un splendide nouvel ensemble entre 1720 et 1726. Il liquide son héritage parisien et sucéien, à la grande fureur de son oncle le prévôt des marchands Nicolas Lambert de Vermont, qui reprend l'hôtel de l'île Saint-Louis. Il achète en 1720 aux chanoines du chapitre de la cathédrale de Sens leur part de la seigneurie de Thorigny, puis au roi et à l'abbaye Saint-Jean de Sens la seigneurie de Granges-le-Bocage.
Alexandre-Louis Lambert, militaire marié sur le tard, fait face à la ruine que sa veuve devra aborder avec l'énergie du désespoir. Au terme d'une très longue procédure, les créanciers parviennent à vendre la vaste seigneurie en 1759 à un riche Lyonnais, Laurent Planelli de Mascrany de La Valette de Maubec.

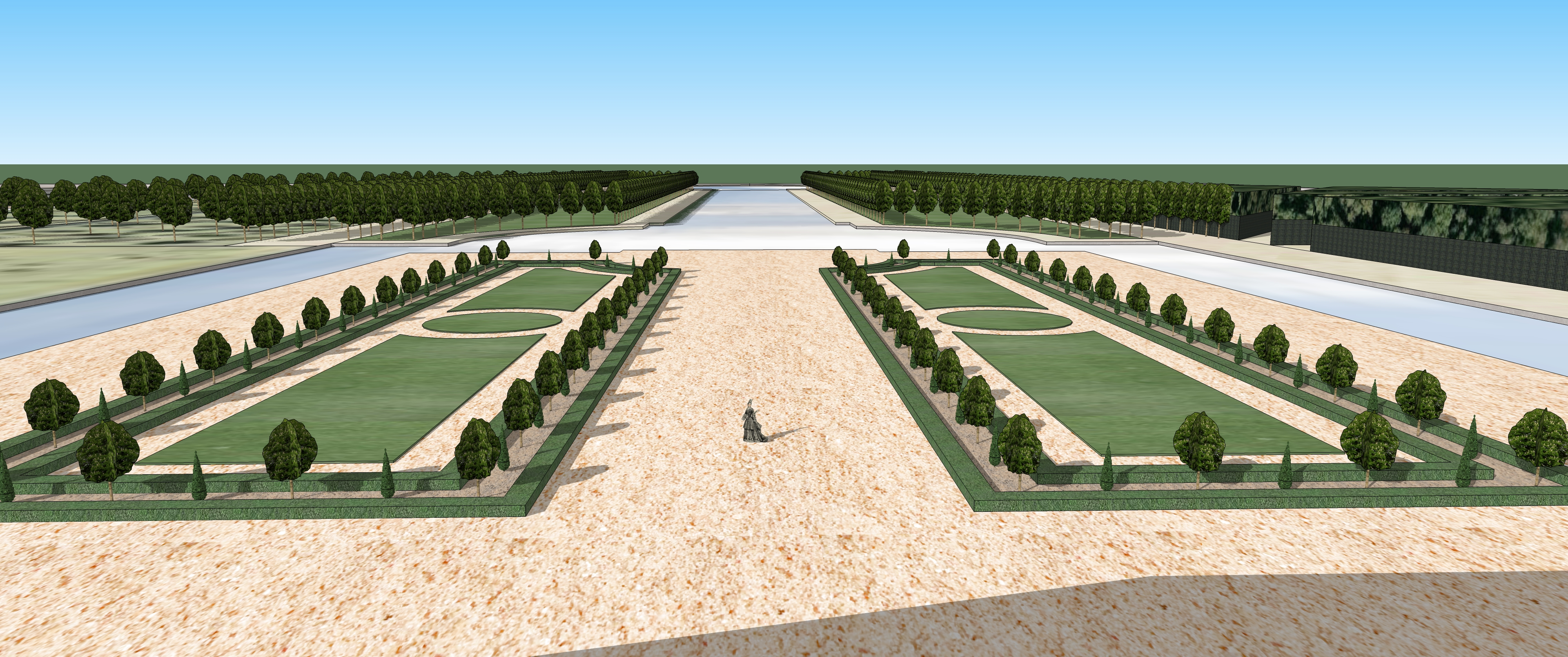
Vue reconstituée du premier étage du château de Thorigny en direction du jardin.

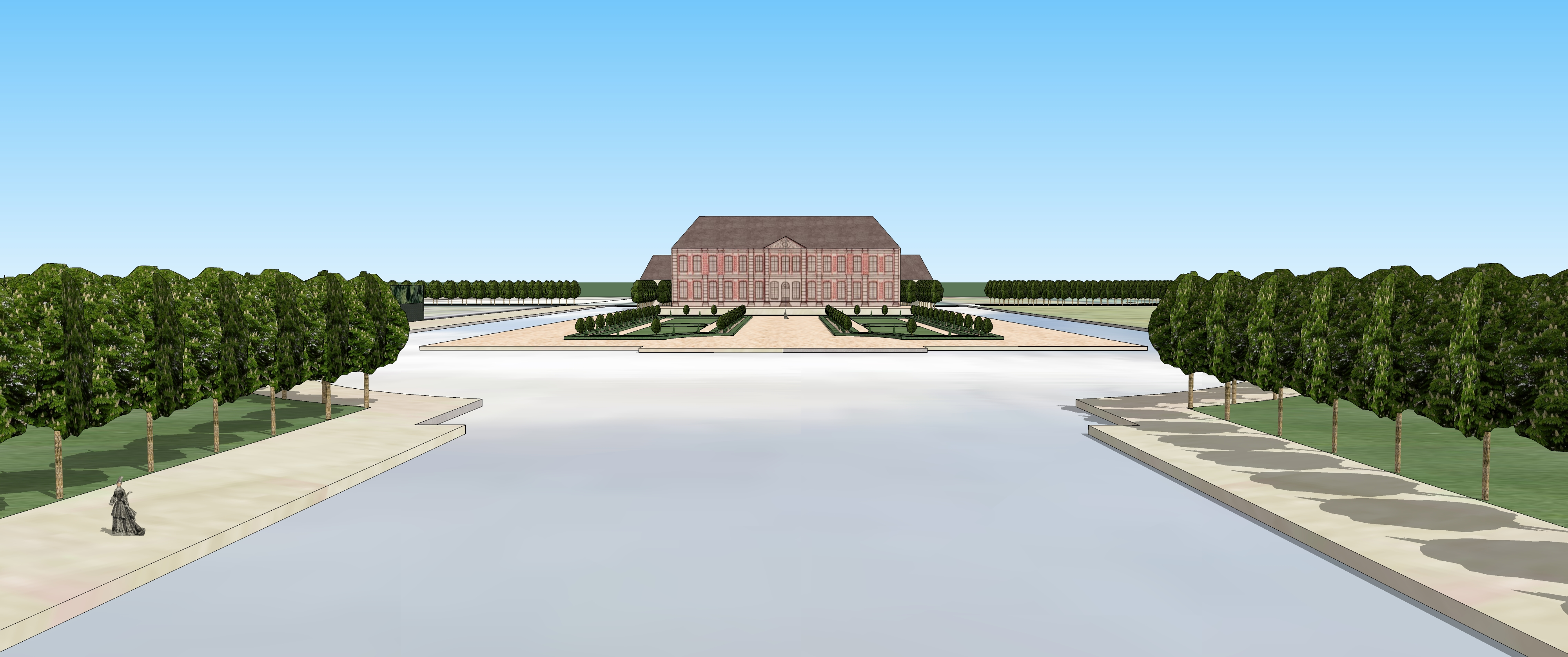
Vue cavalière reconstituée du château de Thorigny depuis le canal.

#### Ère Planelli de La Valette
Les Planelli de Macrany de La Valette descendent d'un prévôt des marchands de Lyon. Ils jouissent de la baronnie de Maubec près de Bourgoin-Jallieu, et du comté de Château-Chinon ; ont pour parents maternels des parlementaires d'Aix-en-Provence. Ils veulent prendre pied à Paris où un fils est capitaine aux Gardes Françaises.

#### Révolution française
Député suppléant de la noblesse du bailliage de Sens aux États généraux de 1789, et très informé de la situation à Paris, Louis Gabriel de Planelli de Maubec (1744-1832) part pour les Alpes. Ses biens sont saisis, pillés. Ses collections partent pour l'Angleterre, et des éléments sont conservés à la bibliothèque municipale d'Auxerre et aux archives départementales de l'Yonne. Le château est vendu comme bien national, aux mains d'entrepreneurs et est rasé en 1806. Chaque nouvel acquéreur se « paie sur la bête », rasant le parc, vidant les pièces d'eau, revendant pierres, briques, cheminées de marbre.
Une grande émeute a lieu : des femmes s'opposent au décrochage des cloches, et plusieurs brigades de gendarmerie sont nécessaires pour en venir à bout. Les délégués à la fête de la Fédération de juillet 1790 sont incarcérés et se tiendront cois. Le notaire juge-de-paix Tonnelier est inquiété. Les curés se raréfient, se terrent, sont incarcérés, pratiquent une course à l'abjuration. Ce calme de bon aloi, garanti par la présence désormais permanente d'une gendarmerie, permet à Thorigny de gagner un statut de chef-lieu de canton incontesté par les communes voisines.

#### Bourg de service
La période napoléonienne (Consulat et Premier Empire) se traduit tardivement par l'émergence d'activités de tuilerie-briqueterie, de maçonnerie. Le Consulat prive Thorigny du statut de chef-lieu de canton, qui sera réclamé avec constance et la fidèle assistance des communes de tout le voisinage. Mais le rétablissement aurait condamné par contre-balancement l'avenir de Sergines.
L'achat du parc du château par Pierre Carlier, natif de Champigny-sur-Yonne, agent de change à Lyon, futur préfet de police de Paris, chargé de l'épuration républicaine lors du coup d'État de 1851 pour la Nièvre et l'Yonne, relance l'aspect urbain de Thorigny[Comment ?]. Le bureau de poste de Thorigny devient centre de tri pour les environs, avec bureau des dépêches. Des trottoirs alors entretenus s'étendent jusqu'aux dernières maisons. Deux lavoirs sont construits. Une rue est percée pour mener la route de Sens dans le centre du bourg. Un facteur est affecté aux trois distributions quotidiennes de la "ville".
La guerre de 1914 fait des ravages parmi les commerçants et artisans de Thorigny. Elle provoque le démontage des rails du chemin de fer passant par Thorigny (ligne Sens - Saint-Maurice-aux-Riches-Hommes), alors que les premiers essais de la ligne du Tacot venaient d'avoir lieu. La reprise tardive du service vers 1930 précède de peu la fermeture définitive de la ligne. Les entrepreneurs de cars démontrent facilement la compétitivité des autobus.
Commerces et artisanat ne cessent de décliner. Après la fermeture du bureau de poste, de la régie de tabac, de la perception, de la gendarmerie (peu après la mort de De Gaulle pour qui l'Oreuse était une route pour se rendre à Colombey), la disparition massive des commerces (trois épiceries, deux boucheries, une charcuterie, deux boulangeries, un bazar, un garage, depuis 1960), et le déclin des services (réduction de quatre à un seul médecin), Thorigny ne conserve que quelques services. L'environnement vidé de toute substance vient trouver ici quelques commodités pour s'éviter des déplacements jusqu'aux villes de Sens (15 km) et de Nogent (25 km).
En 2013, le préfet de l'Yonne fixe à Thorigny-sur-Oreuse le bureau centralisateur du nouveau canton qu'il forme de manière à incorporer environ 13 000 habitants.

### Histoire de Fleurigny

#### Haut Moyen Âge
Il a été trouvé un sarcophage mérovingien dans un champ près de la route de l'Oreuse. Il a été transporté dans les combles de la chapelle du château.

#### Les Trainel et Erard de Brienne
Le finage de Fleurigny et de Vallière est la propriété d'une branche cadette de la puissante famille de Trainel, dont la possession principale est située à Venizy (près de Saint-Florentin). Une fille Alix de Trainel, dame de Venisy, en fait apport à son époux, frère cadet du comte de Brienne.
Leur fils Erard de Brienne, de passage à Chypre durant sa croisade, y épouse Philippa de Champagne, fille du comte mort en Terre Sainte. De retour dans le royaume de France, il revendique la couronne comtale et engage une guerre contre la tante de son épouse, Blanche de Navarre, veuve du successeur à la tête du comté, et mère d'un enfant né posthume : Thibault le Chansonnier (1201-1253). Ses cousins du Sénonais (vicomte de Saint-Florentin et sire de Vallery) le soutiennent dans son effort de guerre. Par ses aternoiments, Philippe Auguste obtient des concessions de la jeune comtesse et finit par abandonner la cause d'Erard de Brienne. Son échec final lui coûte une partie de la forêt d'Othe (forêt de Rageuse) et la suzeraineté du château de Fleurigny (1226), construit sur l'héritage de sa mère, très opportunément placé sur le parcours de la frontière entre le domaine royal sénonais et le comté de Champagne. Erard de Brienne se replie dès lors sur son château principal de Ramerupt.

#### Les De Conflans et la chevalerie locale
Les De Conflans héritent le château d'Erard de Brienne mais ne résident pas dans la vallée de l'Oreuse. Ils laissent les anciens vassaux d'Erard de Brienne s'activer à Fleurigny : les Lejay, chevaliers venus du Nord de Château-Thierry et possessionnés à Venizy et aux Sièges près de la forêt d'Othe ; les de Fleurigny, écuyers à la fin du XIIe siècle devenus chevaliers au siècle suivant. Ce sont eux qui accordent des usages aux paroissiens (1239).
Les chevaliers de Fleurigny parviennent sous Philippe le Bel à de belles alliances avec les De Saint-Florentin et De Gallende. L'évêque de Chartres Jean de Garlande aide ses neveux et nièces de Fleurigny (1315).

#### L'âge d'or des De Fleurigny
Le village est à la croisée de deux chemins actifs : celui menant de Pont-sur-Yonne à Villeneuve-l'Archevêque et aux foires de Troyes ; et celui de Sens à Nogent menant à Reims et à la foire de Sézanne par Nogent-sur-Seine. Une auberge en tire son existence.
Robinet de Fleurigny acquiert de la famille de Conflans le château de Fleurigny (hommage de 1377). Il va servir le duc de Bourgogne dont il devient le maître d'hôtel. Son frère Philippe de Fleurigny sert pour sa part le duc d'Orléans dont il est le premier chambellan. Le premier se marie à une Bourguignonne, Agnès de Blaisy, tandis que le second, en épousant une Vendômoise, va fixer sa descendance loin de l'Oreuse. En effet, son fils Jean (rançonné durant par un chevalier anglais en 1420) et son petit-fils Philippe, vivent dans la région d'Evreux et comblent de dons l'abbaye Notre-Dame de l'Estrée.
La dernière du nom, Jeanne de Fleurigny, fait plusieurs mariages, notamment avec Antoine de Châteauneuf, favori de Louis XI venu du Languedoc, et fait prisonnier au siège de Perpignan. Pendant trois générations, les de Fleurigny sont donc des Normands étrangers au Sénonais. Veuve, elle lègue ses propriétés à un lointaine cousin issu comme elle de la famille de Trie.
À la fin de l'occupation anglaise, Charles VII a fait défortifier le château de Fleurigny.

#### La Renaissance
François Leclerc procède en ligne directe de Jean Leclerc, originaire de Saint-Sauveur-en-Puisaye, devenu chancelier du royaume de France pour le roi d'Angleterre. Il relève les armes de la famille de Fleurigny. Il transforme le château de Fleurigny. La cour du château s'ouvre en arc de cercle face au Midi, mais conserve ses murs austères de l'époque médiévale au Nord. Il y fait bâtir une splendide chapelle décorée par le peintre d'origine sénonaise Jean Cousin. Logeant au château, il est ainsi à même d'exercer sa charge de bailli et capitaine de Sens, et de se rendre à la cour à Fontainebleau.
Son fils dispose d'un gisant dans l'église paroissiale du village (1588).
La famille Rayer, qui a servi les seigneurs, profite du sillage de la famille Richer (de Thorigny) pour s'élever socialement.
Les Leclerc éteignent (par rachat?) de petits fiefs situés sur la paroisse, tel celui de la Verrerie qui fut possédé par l'écuyer Jean de Gournay, probable gentilhomme verrier lié aux de Bérulles, eux aussi gentilshommes verriers dans le voisinage.
La paroisse dispose de trois noyaux d'habitats : Fleurigny, où résident les commerçants et artisans ; Vallière (qui dispose d'une chapelle) et Vauvagis où les laboureurs dominent.

#### Une paroisse paisible et des seigneurs à la guerre
Le hameau de Vauvagis disparaît à la fin de la Fronde. La dualité entre Fleurigny et Vallière subsiste dans la sociologie de la population.
Capturée à la prise de la ville de Coron en Grèce, une jeune fille, enfant de dignitaire musulman, est baptisée à Fleurigny par l'archevêque de Sens sous le nom de Catherine Leclerc, épouse Dutartre, le maître d'hôtel du château mais n'a pas de descendance. La paroisse ne dispose pas de puissantes familles notables. Les seigneurs sont écartelés entre plusieurs seigneuries et finissent par succomber à l'attraction de Paris.

#### Discorde villageoise et Terreur
Dans la seconde moitié du XVIIIe siècle, une tension se fait jour. Le curé obtient à grand peine la destitution de son vicaire de la succursale de Vallière, d'origine liégeoise, mais qui bénéficie du soutien de la famille seigneuriale (1782). En 1788, il tente d'entraver des échanges de parcelles entre la communauté des habitants et les seigneurs qui veulent réaliser une entrée au parc du château.
Ensuite, la Révolution surprend une jeune veuve dotée de deux petits enfants. Son concierge Claude-Joseph Guillemin (1736+1818), d'origine comtoise, s'illustre à la tête du district de Sens durant la Terreur. La dame de Fleurigny part en Angleterre, confiant à son domestique nommé Bel les pouvoirs de gestion. Le sacrifice du grand-père maternel, le marquis des Réaux, parti rechercher en Angleterre ses petits-enfants pour les présenter à un comité, enraye les procédures de nationalisation, mais il y perd la vie sur l'échafaud. Le curé, incarcéré, meurt de la gale en prison.
À Fleurigny, on identifie ensuite d'ardents bonapartistes.

#### Un village paisible
L'orphelin rentré d'exil devient maire de la commune. Resté célibataire, il construit une aile en brique d'inspiration anglaise à l'Ouest de la cour de son château de Fleurigny. Il transfère le portail d'entrée de l'ancienne commanderie de Launay de l'ordre de Malte à l'entrée Ouest de son parc. Dernier du nom des Leclerc de Fleurigny, il lègue sa succession à son petit-neveu de Raigecourt, à charge de relever les armes de la famille. Depuis lors, le château est resté dans la descendance, par des voies féminines (de Castellane, de Limbourg-Stirum). Le village et son hameau restent des habitats à vocation agricole, d'autant que les communes (et particulièrement Thorigny) finissent par se réserver les activités commerciales et artisanales. Le goudron, l'électrification, le réseau d'eau sont les bienfaits du XXe siècle. La gare du chemin de fer (le Tacot) n'a que très ponctuellement marqué le paysage.
Le général Leclerc réside au château durant la campagne de France et sa marche vers Strasbourg.
La fermeture du café au carrefour solde une histoire six fois centenaire. Face à cette désertification inexorable, la municipalité Poyau choisit la voie de l'association lorsque les pouvoirs publics instituent les premiers textes en la matière.

### Histoire de Saint-Martin-sur-Oreuse

#### Un territoire éclaté
Le siège de la paroisse porte le nom de saint Martin de Tours, saint tutélaire des Mérovingiens, le plus répandu dans la toponymie française. Sur le territoire paroissial, outre l'église paroissiale située au-dessus du cours de l'Oreuse, on dénombre plusieurs hameaux dès le XIIe siècle : Launay (au bord de l'Oreuse), La Borde et Barrault (sur le plateau crayeux au Nord). Ce morcellement correspond à des prises de contrôle foncière de plusieurs institutions. Les chanoines de la cathédrale de Sens maîtrisent le village fixé autour de l'église et descendant sur le cours de l'Oreuse. Les moines de Vauluisant s'intéressent pour leur part à Barrault.

#### Les Hospitaliers
Les Hospitaliers de l'ordre de Saint-Jean de Jérusalem achètent des domaines à Launay et à La Borde à partir de 1225. Ils fixent à Launay une maison (et non pas une commanderie) qui est tout d'abord un membre de la commanderie de Cerisiers. Devenus chevaliers de Rhodes et soucieux d'organiser la gestion de leurs domaines du Sénonais incluant Joigny, Cerisiers, Roussemeau et Plessis-Saint-Jean, à la suite de la dévolution des biens de l'ordre du Temple, les Hospitaliers fixent à Launay le siège d'une commanderie. Philippe de Villiers de L'Isle-Adam, qui deviendra grand maître de l'Ordre, était commandeur de Launay.
Les Hodoart, opulents bourgeois de Sens tentent d'établir un château dans le village. La vigilance des Hospitaliers les en empêche et ils doivent détruire leur pont-levis. De même, malgré l'appui financier des Hospitaliers, les habitants ne font pas aboutir leur projet de fortification du village. Dès lors, le village ne fixe que de rares artisans. Les moulins à blé tournant à eau (l'eau constitue à 95 % la force motrice de toute la contrée, le vent étant largement surclassé) abondent sur le finage (Les Pommelles, Rateau). Quelques lignages de Sens, en voie de déclassement (Cartault, Ferry, Fauvelet des Pommelles) se fixent au village. La grande crise économique de la fin du règne de Louis XIV accentue le visage agricole de la paroisse[pas clair]. À noter que la rudesse de l’hiver 1709 contraint à accepter des inhumations dans l'église, tant le sol est gelé au cimetière.

#### Révolution française
La Révolution française provoque la dispersion du foncier des institutions religieuses, vendu comme bien national. Finalement, la commanderie de Launay est détruite en grande partie, son portail étant translaté de quelques centaines de mètres pour être remonté à l'entrée du parc du château de Fleurigny. Une aile subsiste conservant jusque dans les années 1980 une galerie s'ouvrant vers le nord.

#### Époque contemporaine
Sous la Restauration, un généreux donateur (Condaminet), issu d'un lignage Forézien de fabricants de sabots installé sous Louis XV à Saint-Martin, permet de financer quelques ambitions immobilières de la commune. Des familles se hasardent à bâtir des maisons de type urbain vers 1900. Le chemin de fer et sa gare donnent quelques années l'illusion d'un enrichissement des campagnes qui sont en réalité saignées économiquement et démographiquement. Les engrais et la mécanisation agricole viendront enrayer cette impression à partir des années 1950.
Comme tout le Sénonais, le village voit son foncier investi par les Parisiens à partir des années 1960. À une heure (à l'époque) de route de la capitale, la résidence secondaire devient la caractéristique de tout le département, et particulièrement de sa frange sénonaise. Cela retarde le délabrement de l'habitat. Sous l'église, l'épouse, Liliane, de Georges Marchais pose ses valises. Le secrétaire général du parti communiste français sillonne les environs à vélo et va acheter son pain à Thorigny. Un contournement routier de Launay est réalisé aux frais de l'État : le général de Gaulle, qui emprunte l'Oreuse pour se rendre à Colombey, craint la chicane du hameau et les attentats. Le hameau de La Borde accueille un couple de célèbres artistes peintres de renommée internationale : les De Gallard.

## Politique et administration

### Administration municipale
Le nombre d'habitants au dernier recensement étant compris entre 500 et 1 499, le nombre de membres du conseil municipal est de 15.

### Liste des maires
Depuis 1960, les maires suivants se sont succédé :
| Période | Période  | Identité         | Étiquette | Qualité |
| ------- | -------- | ---------------- | --------- | ------- |
| 1960    | 1972     | Marcel Bodard    |           |         |
| 1972    | 1978     | Marcel Meuvret   |           | Épicier |
| 1978    |          |                  |           |         |
| 2014    | En cours | Bardeau Pierrick |           |         |

## Population et société

### Démographie
Ses habitants sont appelés les Thorignats ou Thorigniens.
L'évolution du nombre d'habitants est connue à travers les recensements de la population effectués dans la commune depuis 1793. Pour les communes de moins de 10 000 habitants, une enquête de recensement portant sur toute la population est réalisée tous les cinq ans, les populations de référence des années intermédiaires étant quant à elles estimées par interpolation ou extrapolation. Pour la commune, le premier recensement exhaustif entrant dans le cadre du nouveau dispositif a été réalisé en 2008.

En 2022, la commune comptait 1 396 habitants, en évolution de −5,99 % par rapport à 2016 (Yonne : −1,95 %, France hors Mayotte : +2,11 %).
| 1793 | 1800 | 1806 | 1821 | 1831 | 1836 | 1841 | 1846 | 1851 |
| ---- | ---- | ---- | ---- | ---- | ---- | ---- | ---- | ---- |
| 614  | 656  | 648  | 664  | 670  | 658  | 776  | 827  | 840  |

| 1856 | 1861 | 1866 | 1872 | 1876 | 1881 | 1886 | 1891 | 1896 |
| ---- | ---- | ---- | ---- | ---- | ---- | ---- | ---- | ---- |
| 903  | 856  | 825  | 800  | 789  | 746  | 786  | 711  | 723  |

| 1901 | 1906 | 1911 | 1921 | 1926 | 1931 | 1936 | 1946 | 1954 |
| ---- | ---- | ---- | ---- | ---- | ---- | ---- | ---- | ---- |
| 646  | 618  | 652  | 512  | 522  | 644  | 542  | 514  | 482  |

| 1962 | 1968 | 1975 | 1982  | 1990  | 1999  | 2006  | 2008  | 2013  |
| ---- | ---- | ---- | ----- | ----- | ----- | ----- | ----- | ----- |
| 486  | 458  | 963  | 1 002 | 1 135 | 1 262 | 1 424 | 1 472 | 1 510 |

| 2018  | 2022  | - | - | - | - | - | - | - |
| ----- | ----- | - | - | - | - | - | - | - |
| 1 428 | 1 396 | - | - | - | - | - | - | - |

### Enseignement
Une école fonctionne à Thorigny de manière continue depuis le début du XVIe siècle, financée par l'assemblée générale des paroissiens. Au cours du XIXe siècle, une école libre de filles est tenue par des religieuses de l'ordre de La Providence. Elle fermera en raison des persécutions de 1905, pour ménager un logement au curé chassé du presbytère.

L'école primaire publique de Thorigny accueille les enfants du groupement des trois communes. 

### Cultes
La paroisse de Thorigny figure sur le "Sacramentaire" de Sens,daté du Xe siècle, aujourd'hui conservé à la Bibliothèque Royale de Stockholm en Suède. Elle a relevé du doyenné de Trainel et de l'archidiaconé de Sens jusqu'à la Révolution. La cure était jugée importante au regard du nombre de paroissiens et de la desserte de l'annexe de La Postolle. La cure était à la collation du Chapitre de la cathédrale de Sens. Le curé était à "la portion congrue". D'une manière générale, depuis le XVIe siècle, Thorigny et son annexe ont fourni peu de vocations à l'Église.
Au XIXe siècle, la cure est généralement confiée à des prêtres éminents du clergé sénonais (professeurs au grand séminaire, notamment).
Le dernier curé résident fut l'abbé Guyard, qui fut transféré à Sergines avec maintien de son ministère thorignat.

## Culture locale et patrimoine

### Lieux et monuments
La commune compte trois monuments répertoriés à l'inventaire des monuments historiques et aucun lieu ou monument répertorié à l'inventaire général du patrimoine culturel. Par ailleurs, elle compte 5 objets répertoriés à l'inventaire des monuments historiques et 5 objets répertoriés à l'inventaire général du patrimoine culturel. :
- l'Église Saint-Pierre-et-Saint-Paul de Thorigny-sur-Oreuse, datée de 1675, inscrite depuis le 16 août 2006[35] ;
- le jardin de l'ancien château de Thorigny inscrit depuis le 7 février 1995[36] ;
- le château de Fleurigny classé depuis le 26 avril 1930 et sa chapelle, classée dès 1889[37].

Outre ces monuments, on peut également citer :
- le sanctuaire de Notre-Dame-des-Roches à Thorigny ;
- l'église Saint-Memmie à Fleurigny ;
- la chapelle Notre-Dame-de-Lorette à Vallière ;
- les vestiges de la commanderie de l'ordre de Saint-Jean de Jérusalem à Launay (Saint-Martin-sur-Oreuse) ;
- l'église Saint Martin à Saint-Martin-sur-Oreuse ;
- la chapelle Saint-Hubert à Barrault.

### Personnalités liées à la commune
- Georges Marchais, secrétaire général du parti communiste français et son épouse Liliane font dans les années 60 de la maison qu'ils occupent dans le village de Saint-Martin-sur-Oreuse leur résidence secondaire régulière.

## Pour approfondir